# Bernadette Kunambi
Bernadette ou Bernadeta Nemphombe Kunambi (nascida em 2 de junho de 1934) foi uma política da Tanzânia. Ela foi Secretária-Geral Nacional da YWCA, Presidente do Conselho de Mulheres de Tanganica e Membro do Parlamento.

## Vida
Bernadette Kunambi nasceu em Morogoro. Ela foi educada na Escola de Meninas de Mhonda de 1945 a 1948.
Ela casou-se com Patrick Kunambi (1916-2011), um chefe e co-fundador da TANU que era o melhor amigo de Julius Nyerere.
Católica romana, Kunambi participou no Encontro de Apostolado Leigo de Frican Oriental em 1961, organizado pelo Bispo Blomjous no seu Centro de Treino Social em Nyegezi. Em 1969 ela participou no Seminário Study Year, um programa para considerar a Igreja Católica na Tanzânia à luz do Vaticano II.
Em 1969, Julius Nyerere nomeou Kunambi, que anteriormente trabalhava como professora, como Comissária de Área do Distrito de Kilosa.